# Stars (manga)
Stars (ST&RS -スターズ-, Sutāzu), stylisé ST&RS, est un manga écrit par Takeuchi Ryosuke et dessiné par Miyokawa Masaru. Il a été prépublié dans le magazine Weekly Shōnen Jump de l'éditeur Shūeisha entre juillet 2011 et avril 2012 et a été compilé en un total de cinq tomes au 4 juin 2012. La version française est éditée par Panini Manga depuis avril 2014.

## Synopsis
Le 10 août 2019, l'humanité capte un signal provenant de l'espace, dont l'authenticité est avérée par des centaines de scientifiques, et contenant un message : "Rencontrons-nous sur Mars le 7 juillet 2035". Ainsi commence la construction de l'agence spatiale représentant la Terre : ST&RS. À partir de ce moment, les progrès se font rapidement, avec le retour de l'Homme sur la Lune en 2022 et la création de plusieurs stations spatiales en orbite entre la Terre et la Lune. La Space Academy est aussi créée dans le but d'entraîner la future génération de ST&RS. Ce même 10 août, Shirafune Maho prononce son premier mot : "Mars". Depuis lors, Maho devint un amoureux de l'astronomie, ne pensant qu'à l'univers. Il décide d'intégrer la Space Academy, accompagné de son amie d'enfance, Hoshihara Meguru, et d'Amachi Wataru, un brillant élève récemment transféré. Le trio commence alors un pénible périple pour tenter de faire partie des 1 % de reçus à l'école. Leur but est de pouvoir rencontrer les aliens sur Mars, le jour promis.

## Personnages
Maho Shirafune (白舟 真帆, Shirafune Maho)
Meguru Hoshihara (星原 めぐる, Hoshihara Meguru)
Wataru Amachi (宙地 渡, Amachi Wataru)

## Liste des volumes et chapitres
| no | Japonais        | Japonais          | Français        | Français          |
| no | Date de sortie  | ISBN              | Date de sortie  | ISBN              |
| --- | --------------- | ----------------- | --------------- | ----------------- |
| 1 | 4 novembre 2011 | 978-4-08-870342-8 | 23 avril 2014   | 978-2-8094-3876-5 |
| Titre du volume : Message Couverture : Maho ShirafuneListe des chapitres : - 1re étape : Message (メッセージ, Messēji) - 2e étape : L'examen d'entrée débute (入学試験開始, Nyūgaku shiken kaishi) - 3e étape : Tridimensionnel (三次元, Sanjigen) - 4e étape : Monolith (モノリス, Monorisu) - 5e étape : La surface de la Lune (月面, Getsumen) - 6e étape : Une lune noire comme du charbon (漆黒の月, Shikkoku no tsuki) - 7e étape : Les secours 380 000 kilomètres plus loin (38万kmのレスキュー, Sanjū hachi-man kiro no resukyū) |                 |                   |                 |                   |
| 2 | 4 janvier 2012  | 978-4-08-870361-9 | 11 juin 2014    | 978-2-8094-3979-3 |
| Titre du volume : Les enfants Couverture : Izumi MikuraListe des chapitres : - 8e étape : Long Walk (ロングウォーク, Rongu wōku) - 9e étape : Mensonge (うそ, Uso) - 10e étape : La balance du cœur (心の天秤, Kokoro no tenbin) - 11e étape : L'univers d'Amachi (宙地の宇宙, Amachi no uchū) - 12e étape : Chaise (椅子) - 13e étape : Les enfants (子供達, Kodomotachi) - 14e étape : Izumi Mikura (御闇 いづみ, Mikura Izumi) - 15e étape : Une distance de 10 mètres (遠い10m, Tōi jū mētoru) - 16e étape : Le ciel de Mars (火星の空, Kasei no sora) |                 |                   |                 |                   |
| 3 | 2 mars 2012     | 978-4-08-870390-9 | 20 août 2014    | 978-2-8094-4161-1 |
| Titre du volume : Le réveil Couverture : Maho ShirafuneListe des chapitres : - 17e étape : L'année 2027 (2027年, Nizen nijū nana-nen) - 18e étape : Ce n'est pas un mensonge (ウソじゃないのに, Uso janai no ni) - 19e étape : Le ciel (そら, Sora) - 20e étape : Une brise de vent (ひとすじの風, Hitosuji no kaze) - 21e étape : Mission : Odin - 22e étape : Le premier message (第1のメッセージ, Daiichi no messēji) - 23e étape : Le réveil (覚醒, Kakusei) - 24e étape : La lumière du souvenir (記憶の光, Kioku no hikari) - 25e étape : Eureka |                 |                   |                 |                   |
| 4 | 2 mai 2012      | 978-4-08-870433-3 | 15 octobre 2014 | 978-2-8094-4223-6 |
| Titre du volume : First Contact Couverture : Wataru AmachiListe des chapitres : - 26e étape : Liftoff ! (リフトオフ！！！, Rifutōfu!!!) - 27e étape : R. Goddard (R・ゴダード号, Robāto Godādo gō) - 28e étape : L'étoile rouge promise (約束の赤き星, Yakusoku no akaki hoshi) - 29e étape : Open the Gate (オープンザゲート, Ōpun za gēto) - 30e étape : First Contact (ファーストコンタクト, Fāsuto kontakuto) - 31e étape : Le souhait de l'allien (宇宙人の願いこと, Uchūjin no negai koto) - 32e étape : Selestat (天球儀, Seresuta) - Histoire courte : Foo Fighter Fuji |                 |                   |                 |                   |
| 5 | 4 juin 2012     | 978-4-08-870456-2 | 4 février 2015  | 978-2-8094-4441-4 |
| Titre du volume : Un nouveau pas Couverture : Maho Shirafune, Arashi F. Fukami, Izumi Mikura, Tsuchigami Sôta, Meguru Hoshihara, Julia M., Keiichirô Usubaru, Fifie Collins, Titie Collins,Liste des chapitres : - 33e étape : Palpitation (ドキドキするなら, Dokidoki suru nara) - 34e étape : Betelgeuse (ベテルギウス, Beterugiusu) - 35e étape : Stars (スターズ, Sutāzu) - 36e étape : Prémonition (予感, Yokan) - 37e étape : Retour (帰還, Kikan) - 38e étape : N'importe où dans l'univers (宇宙でも どこでも, Uchū demo doko demo) - 39e étape : Nouvelle étape (新たな一歩, Arata na ippo) - Histoire courte : Shirafune et Kanojo Tentaikei (白舟くんと天体系彼女, Shirafune-kun to Tentaikei Kanojo) |                 |                   |                 |                   |